# Fosse no 13 - 18 des mines de Courrières
La fosse no 13 - 18 de la Compagnie des mines de Courrières est un ancien charbonnage du Bassin minier du Nord-Pas-de-Calais, situé à Sallaumines. Le puits no 13 est commencé le 11 octobre 1906, et la fosse est opérationnelle en mars 1907. Le puits no 18 est ajouté à partir de septembre 1909. Des cités sont construites à proximité de la fosse. Cette dernière est détruite durant la Première Guerre mondiale. Les terrils nos 103 et 103A sont édifiés à l'ouest du carreau de fosse. Les puits sont approfondis en 1937.
La Compagnie des mines de Courrières est nationalisée en 1946, et intègre le Groupe d'Hénin-Liétard. La fosse cesse d'extraire en 1957 lorsque l'exploitation de son gisement et du stot de sécurité est repris par la fosse no 5 - 12. Les puits nos 13 et 18 sont respectivement remblayés en 1957 et 1961.
Les terrils sont partiellement exploités. L'entreprise Durisotti s'installe sur le carreau de fosse. Au début du XXIe siècle, Charbonnages de France matérialise les têtes des puits nos 13 et 18. Les cités ont été rénovées.

## La fosse

### Fonçage
Le puits no 13 est commencé le 11 octobre 1906 à Sallaumines, quelques mois après la Catastrophe de Courrières. L'orifice du puits est établi à l'altitude de 53 mètres. La fosse est située le long de la ligne de Lens à Ostricourt.

### Exploitation

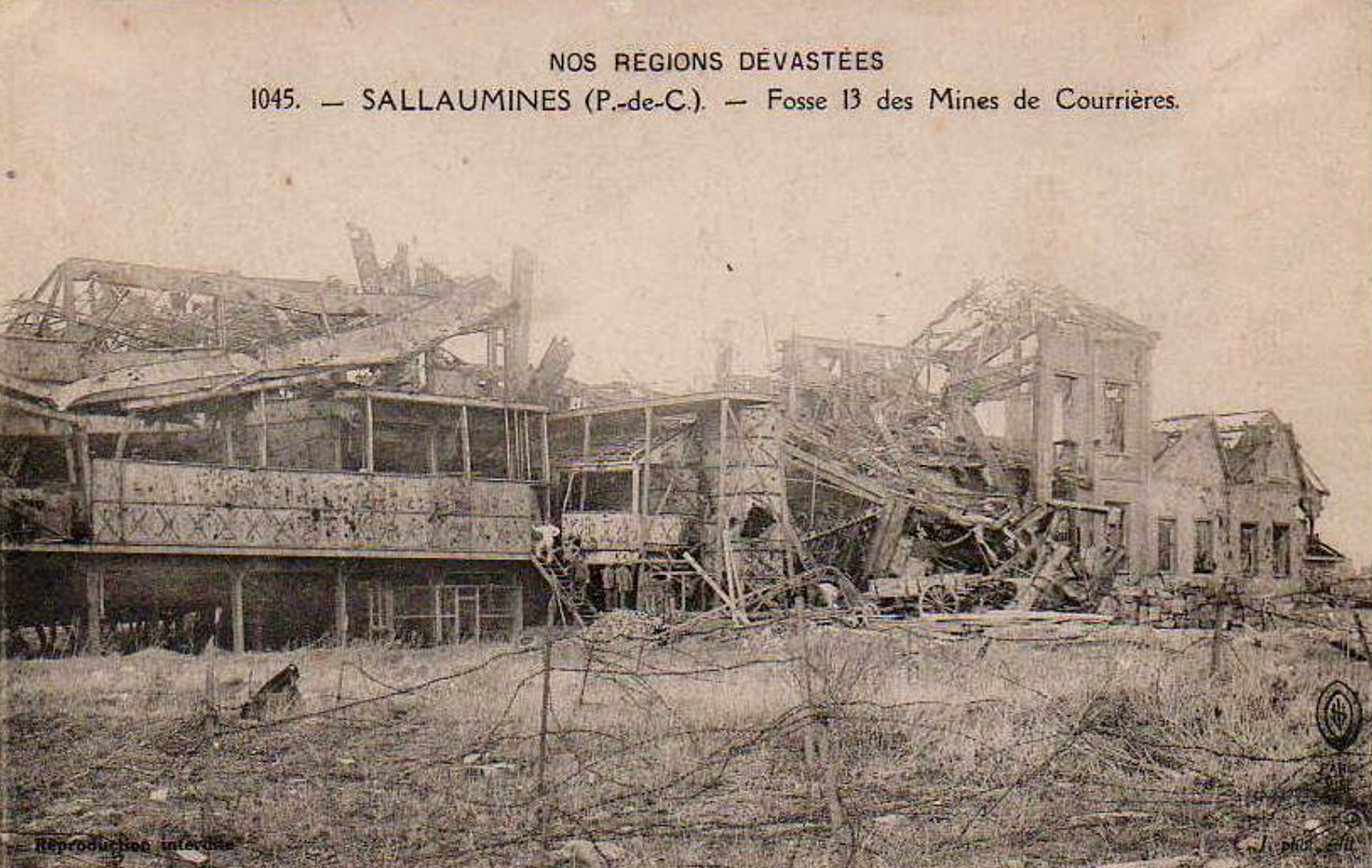
La fosse détruite.

La fosse no 13 commence à produire en mars 1907. Le puits no 18 est ajouté à partir de septembre 1909, à 60 mètres au sud-sud-est du premier puits. La fosse est détruite durant la Première Guerre mondiale. Le puits no 13 est approfondi de 419 à 450 mètres en 1937, quant au puits no 18, son raval a été arrêté à la profondeur de 520 mètres. Dans les deux cas, ce raval a permis de recouper des terrains déjà connus dans les concessions de Lens et de Courrières.
La Compagnie des mines de Courrières est nationalisée en 1946, et intègre le Groupe d'Hénin-Liétard. Le gisement exploité par la fosse no 13 - 18 est excentré par rapport à celle-ci, aussi, elle est concentrée sur la fosse no 5 - 12 en 1957. Cette dernière est située dans la même commune à 890 mètres au nord-est.
Les puits nos 13 et 18, respectivement profonds de 519 et 533 mètres, sont remblayés en 1957 et 1961. La fosse no 5 - 12 exploite le stot de sécurité de la fosse no 13 - 18. Les installations sont détruites, à l'exception des bureaux, des locaux sociaux, et de la sous-station.

### Reconversion
L'entreprise Durisotti, qui transforme des véhicules utilitaires, s'installe sur le carreau de fosse. Les bureaux sont détruits en 1995, la sous-station quatre ans plus tard. Au début du XXIe siècle, Charbonnages de France matérialise les têtes des puits nos 13 et 18. Le BRGM y effectue des inspections chaque année. Les seuls vestiges de la fosse sont les locaux sociaux et la grille d'entrée.

## Les terrils
Deux terrils résultent de l'exploitation de la fosse no 13 - 18.

### Terrilno103, 13 Ouest de Courrières Nord
50° 25′ 10″ N, 2° 50′ 46″ E
Le terril no 103, situé à Avion, est un petit terril constitué par la fosse no 13 - 18, localisée à l'est, sur la commune de Sallaumines. Il s'agissait à l'origine d'un terril conique haut de quarante mètres. Il couvre sur surface de quatre hectares et demi. Son volume est de 197 000 m3.

### Terrilno103A, 13 Ouest de Courrières Sud
50° 25′ 06″ N, 2° 50′ 50″ E
Le terril no 103A, situé à Avion et Sallaumines, est un terril plat exploité constitué par la fosse no 13 - 18. Son volume est de 400 000 m3, et il s'étend sur 6,35 hectares.

## Les cités
Des cités ont été construites à proximité de la fosse no 13 - 18. Les modèles des habitations y sont très variés. Celles bâties en parpaings ont été peintes dans des tons pastels lors des dernières rénovations.

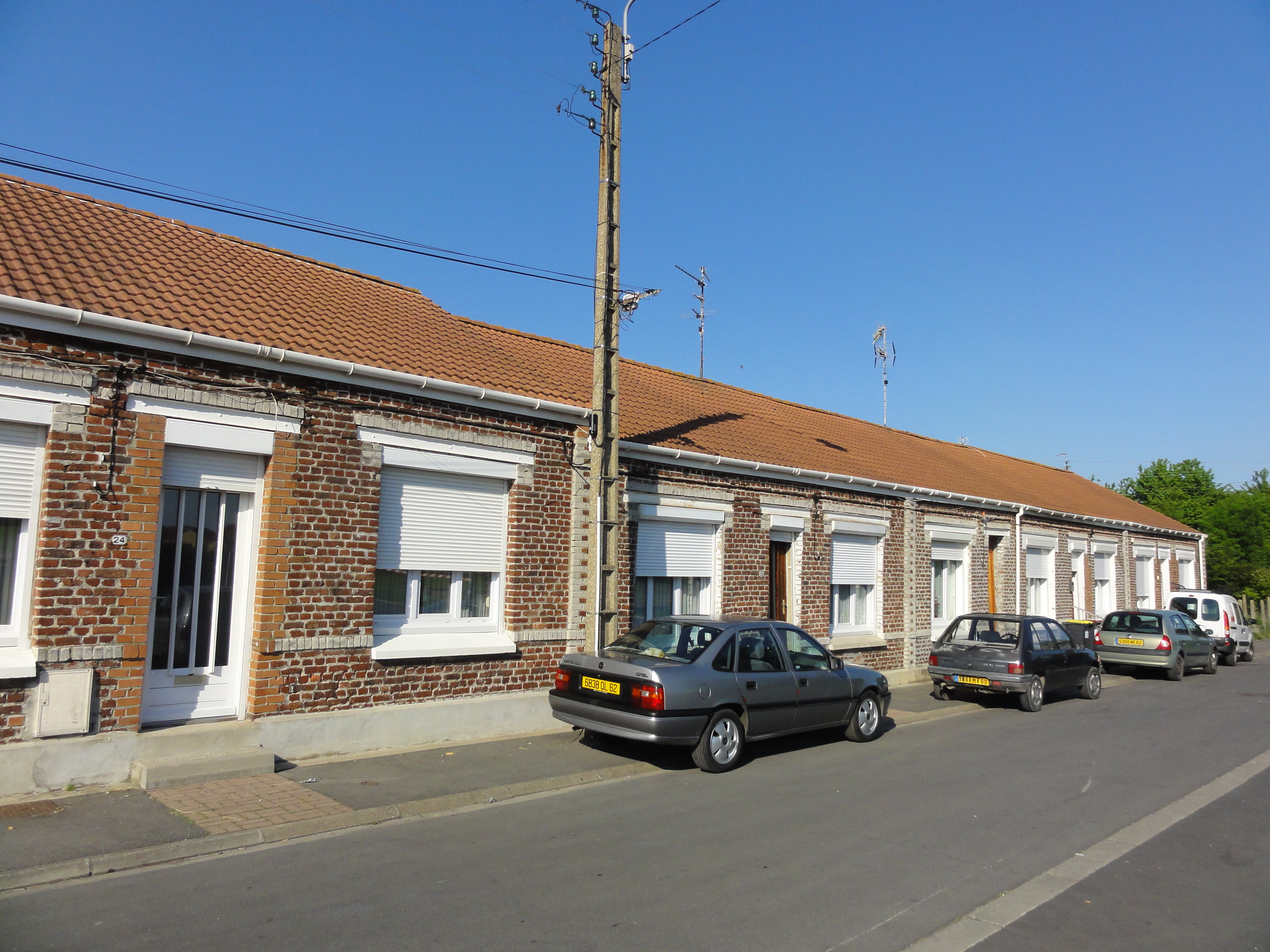
Un coron d'habitations de plain-pied.
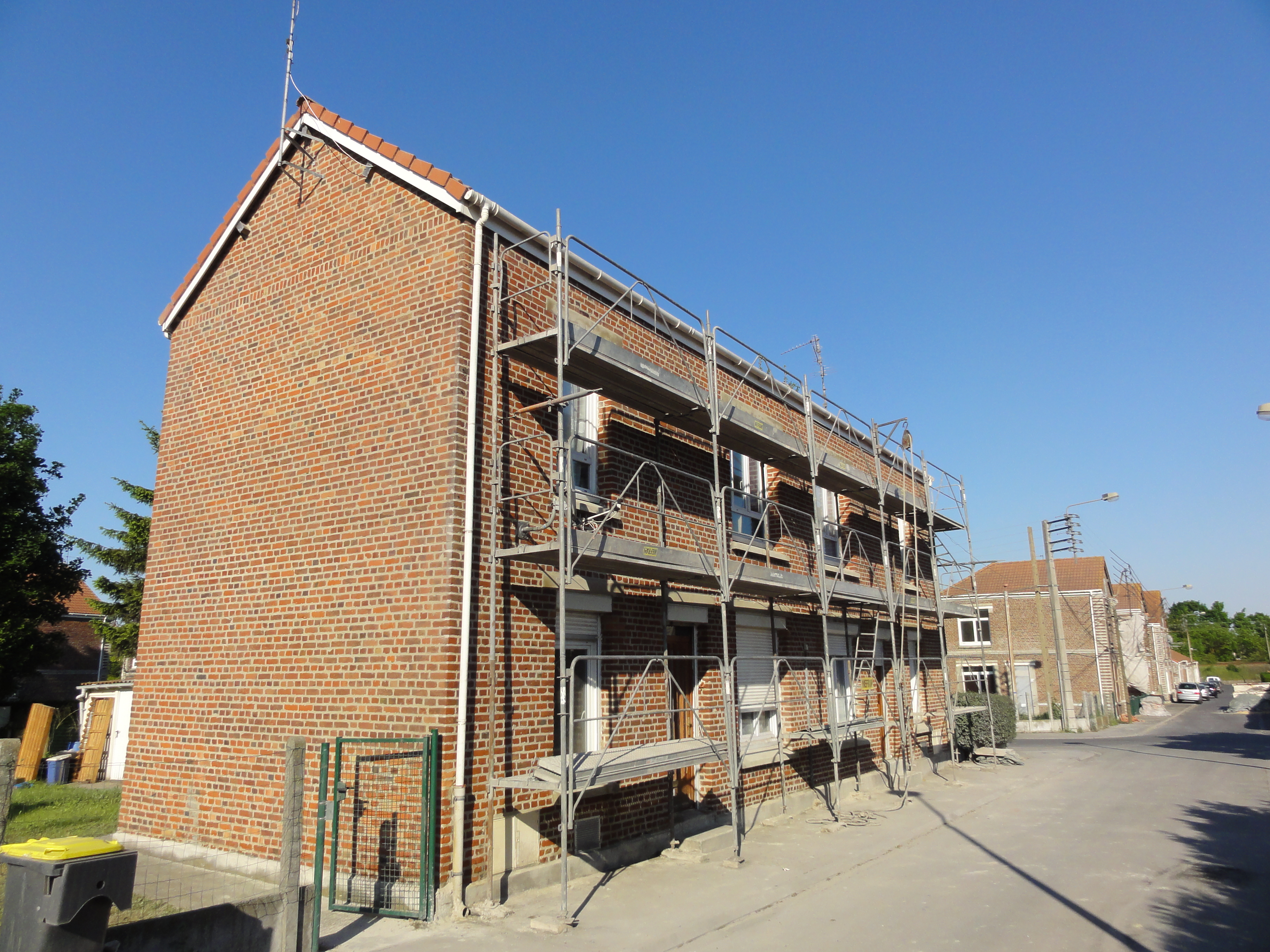
Des habitations groupées par deux en cours de rénovation.
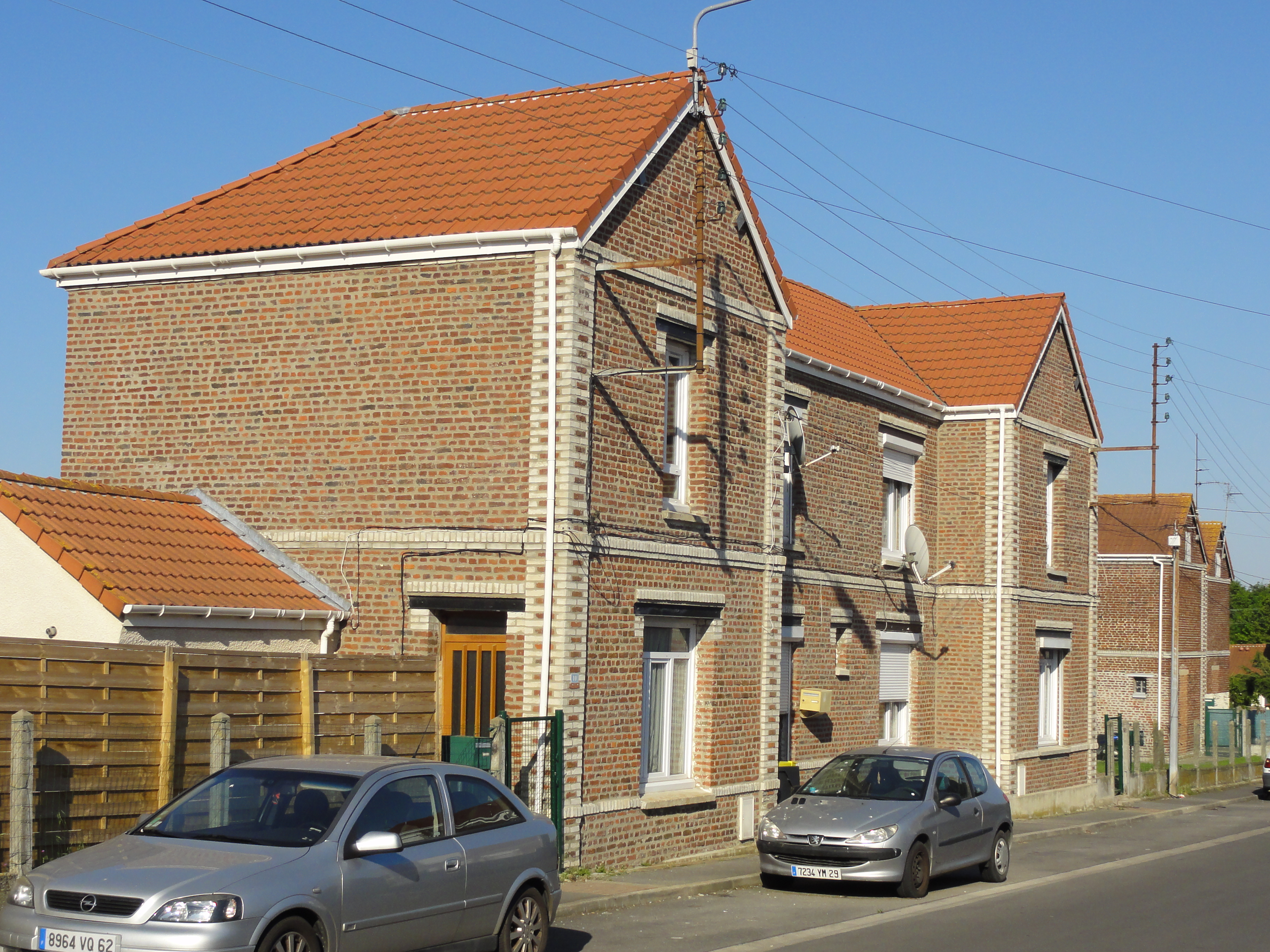
Des habitations récemment rénovées.
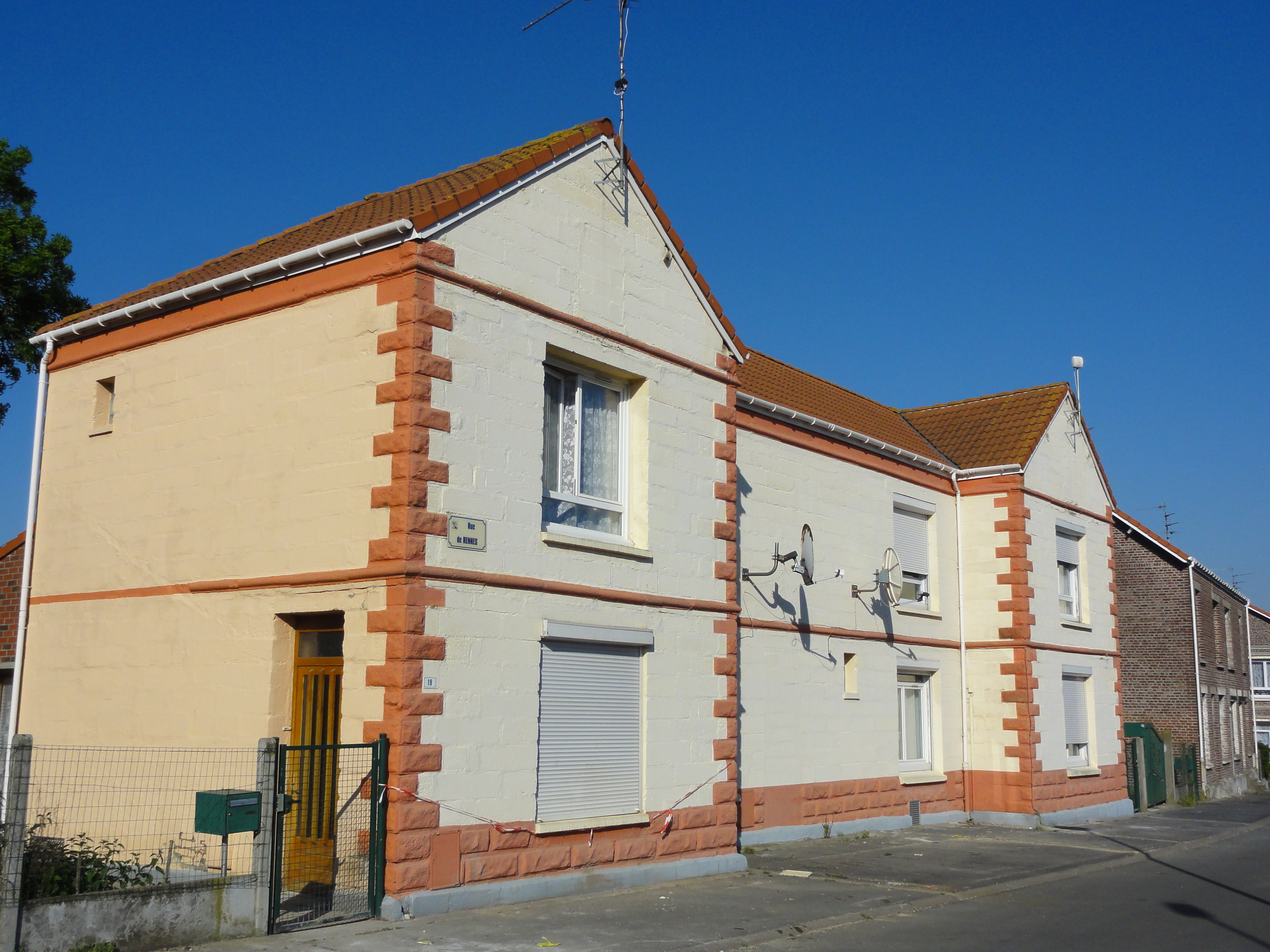
Des habitations, bâties en parpaing, repeintes.
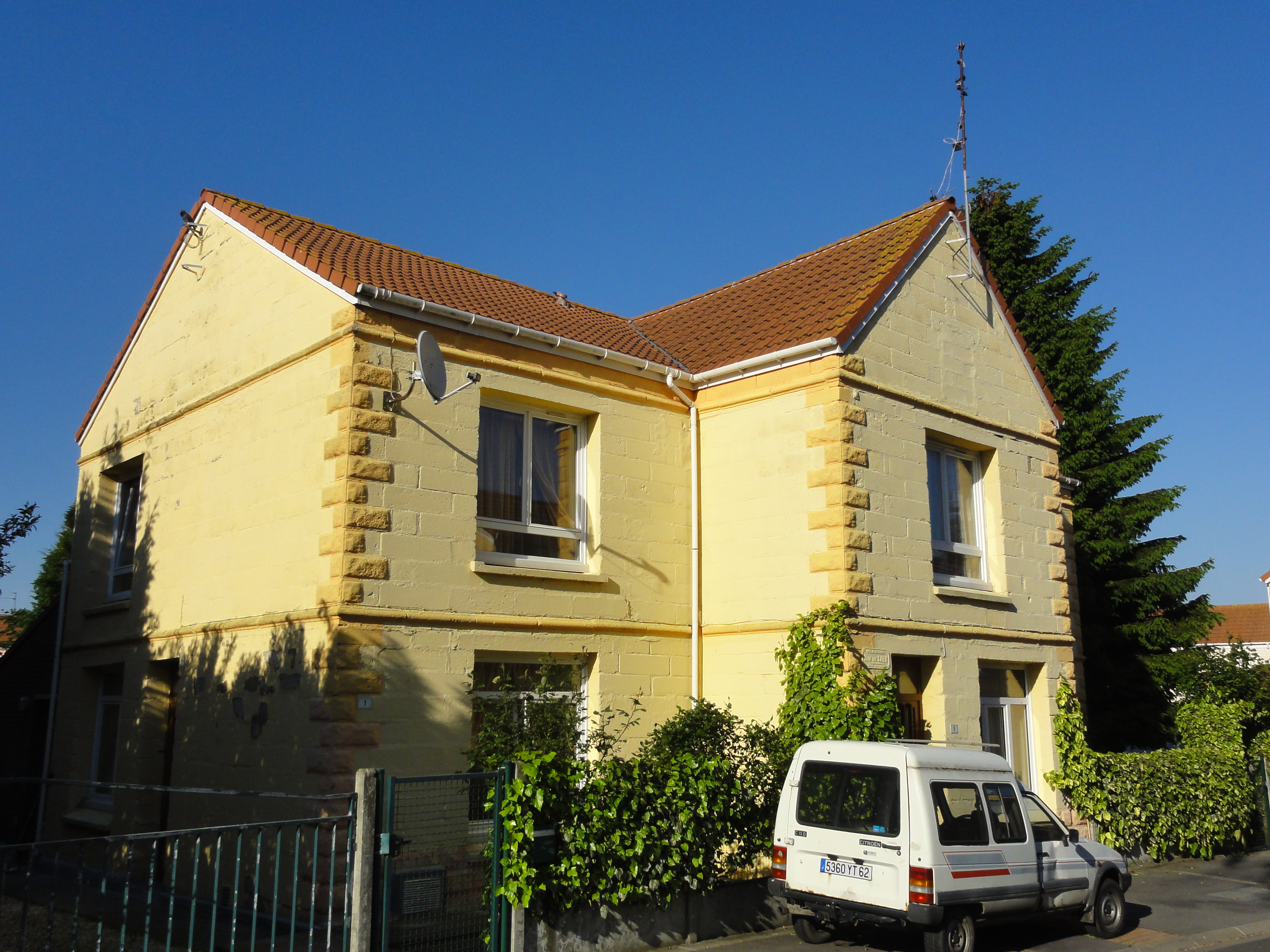
Des habitations repeintes.
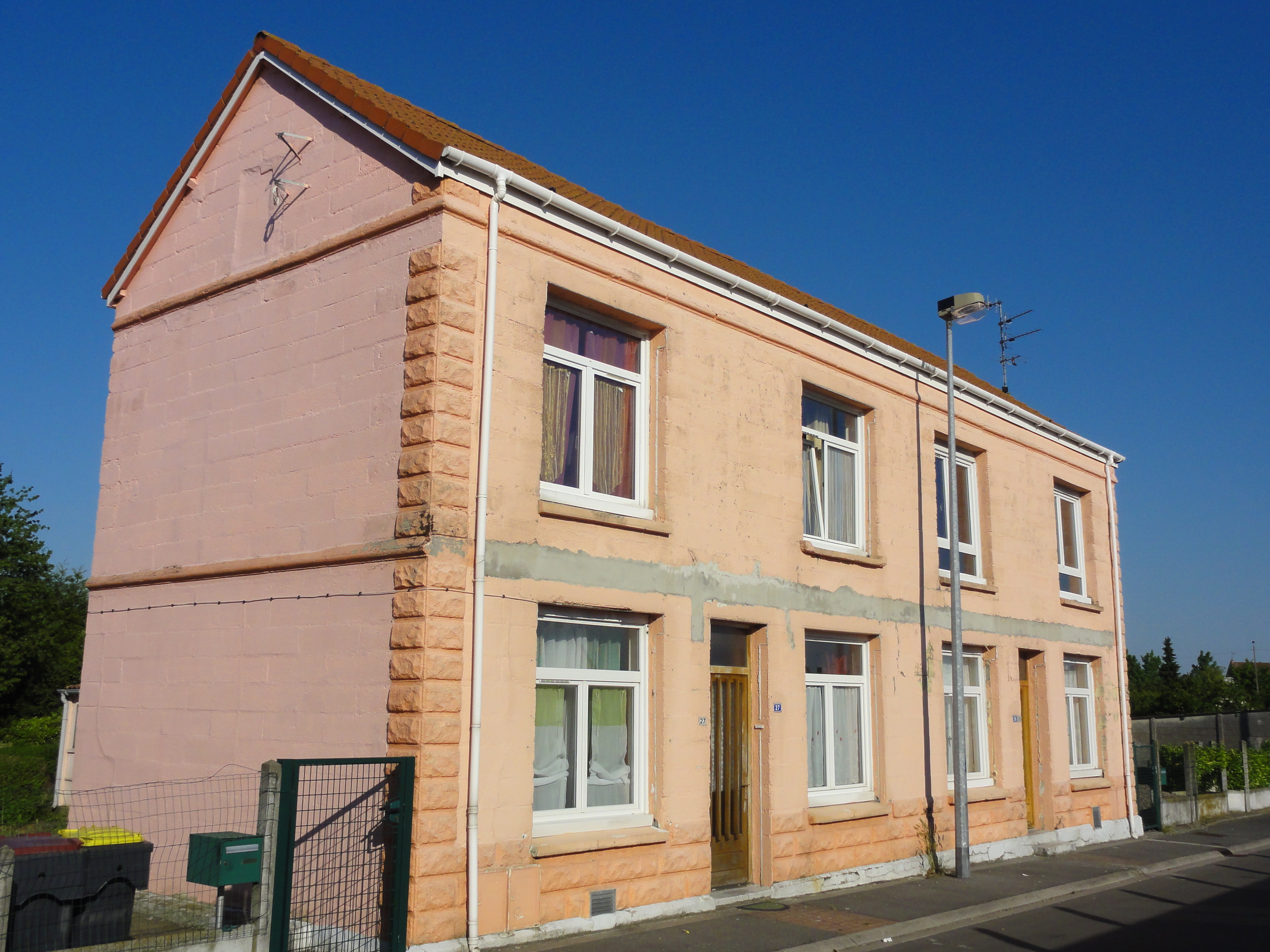
Des habitations repeintes.